# Centriola

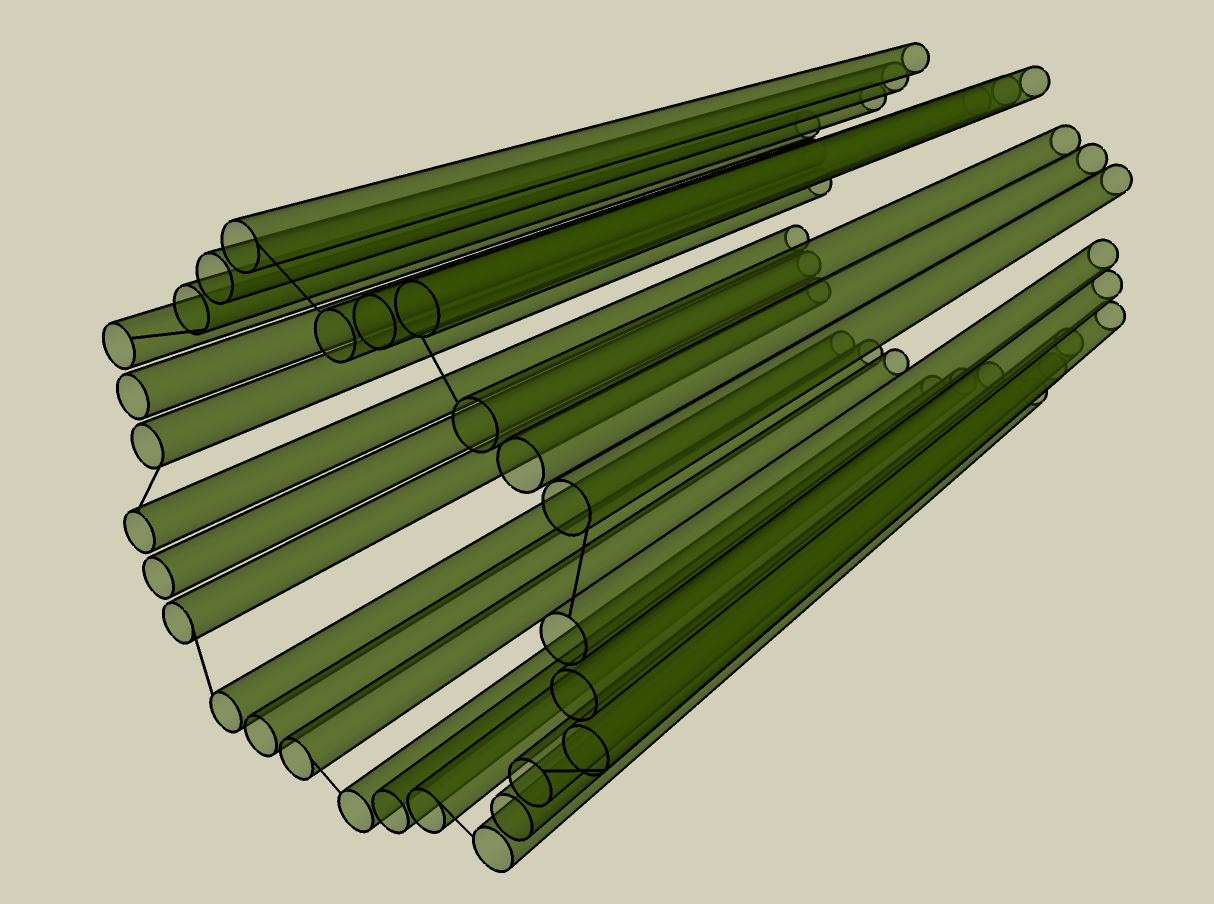
Trójwymiarowy, schematyczny model centrioli zbudowanej z dziewięciu tripletów mikrotubulowych

Centriola – organellum zbudowane z filamentów mikrotubulowych ułożonych w formę cylindra. Dwie ułożone prostopadle do siebie centriole, otoczone amorficzną substancją pericentrioralną, tworzą strukturę centrosomu. Centriole są obecne w komórkach zwierzęcych i ruchliwych komórkach roślinnych, ale nie ma ich w komórkach większości grzybów i roślin wyższych.
Typowa centriola zazwyczaj składa się z dziewięciu tripletów mikrotubulowych (w różnych typach komórek mogą to być także dublety i singlety) o długości 100–400 nm i średnicy 100–150 nm. 
Centriole odgrywają rolę w organizacji wrzeciona podziałowego i w przebiegu cytokinezy podczas podziałów komórkowych. Podczas tych procesów dochodzi do jednokrotnej duplikacji centrioli w centrosomach, gdzie każda z kopii zajmuje pozycję na przeciwnych końcach komórki, gdzie dają początek dwóm biegunom wrzecion podziałowych. Prócz tego centriole, jako składnik centrosomów, pełnią istotną rolę w organizacji szkieletu mikrotubulowego i kształtu komórek (centrosomy tworzą tak zwane centra organizacji mikrotubul – MTOC, z ang. microtubule organizing center). W komórkach posiadających wici lub rzęski centriole, jako składnik ciałek bazalnych, pełnią rolę w ciliogenezie (powstawaniu rzęsek i wici) i dalszej funkcjonalności powstałych struktur.